# Marquesat de Comillas

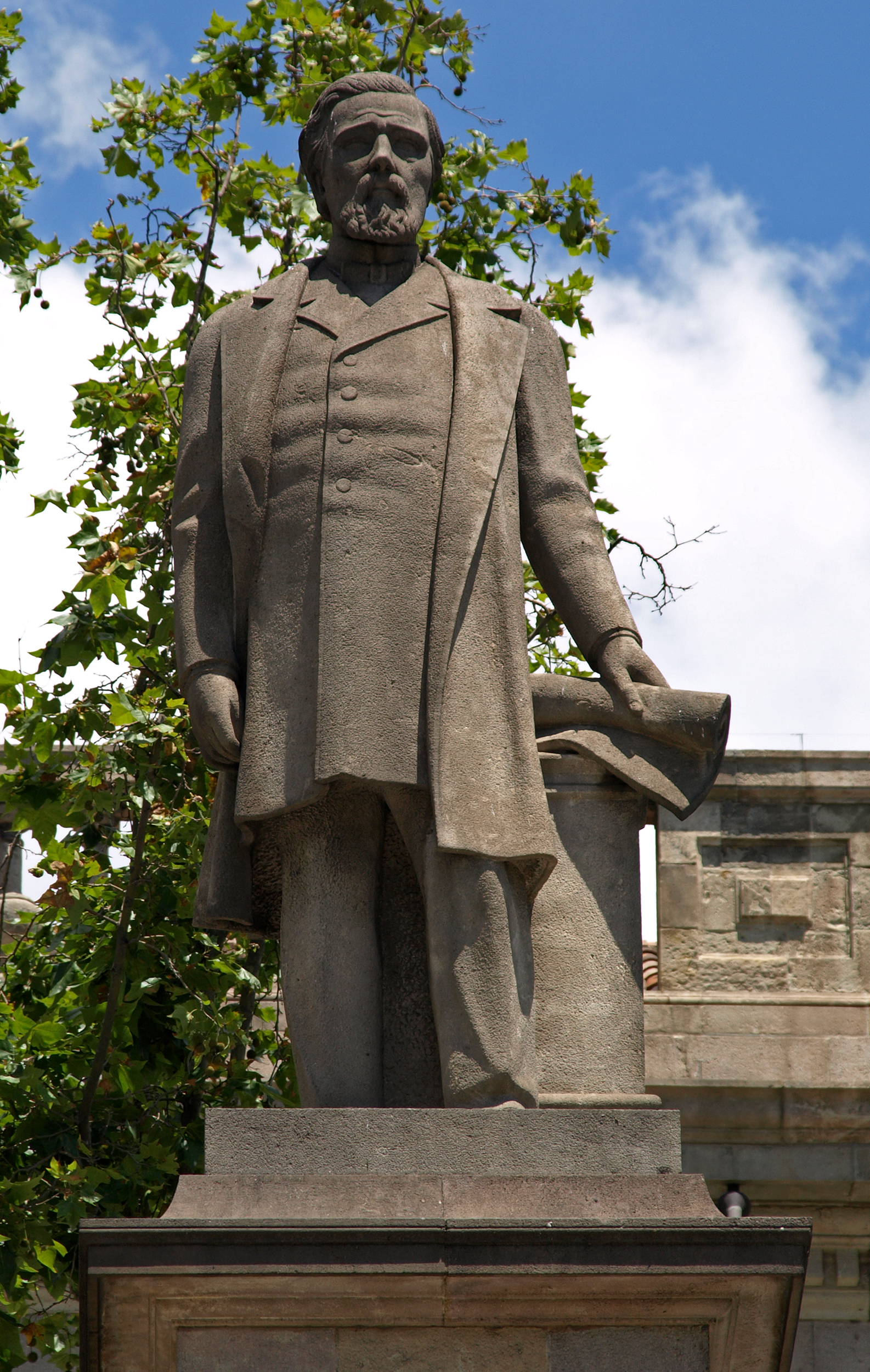
Antoni López i López, I marquès de Comillas. Monument en honor seu a Barcelona.

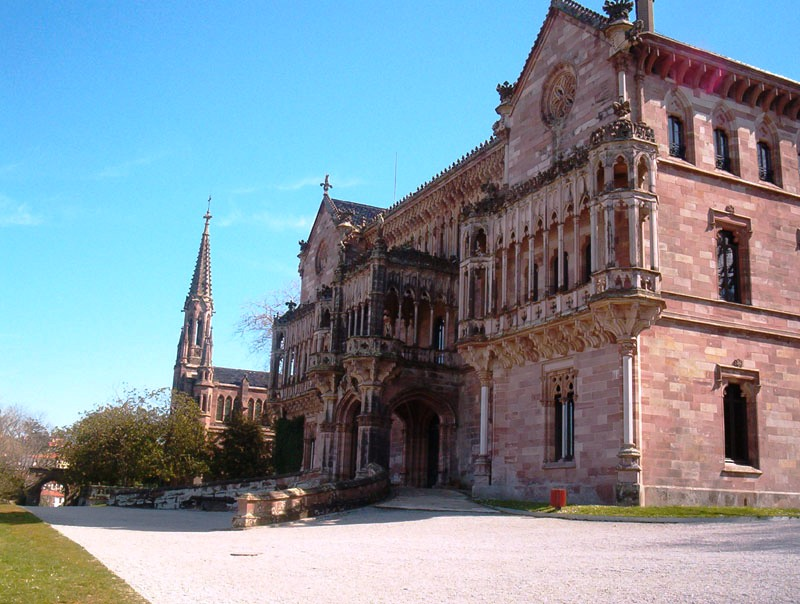
Palau de Sobrellano, a Comillas, Cantàbria, fet construir pel primer marquès de Comillas com a residència d'estiu.

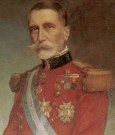
Claudi López i Bru, II Marquès de Comillas

El marquesat de Comillas és un títol nobiliari espanyol creat en 1878 pel rei Alfons XII i atorgat a Antoni López i López, originari del municipi càntabre de Comillas.
En 1881 Alfons XII va declarar la Grandesa d'Espanya de Primera Classe a favor del títol. Actualment ja no hi ha diferències entre primera classe o segona classe, sinó que només hi ha una Grandesa d'Espanya

## Marquesos de Comillas
|                        | Titular                    | Període                |
| Creació per Alfons XII | Creació per Alfons XII     | Creació per Alfons XII |
| ---------------------- | -------------------------- | ---------------------- |
| I                      | Antoni López i López       | 1878-1883              |
| II                     | Claudi López i Bru         | 1883-1925              |
| III                    | Joan Antoni Güell i López  | 1925-1958              |
| IV                     | Joan Alfons Güell i Martos | 1958-actual titular    |

## Història dels marquesos de Comillas
- Antoni López i López (1817-1883)[2] I Marquès de Comillas.

1. Es casà amb Luisa Bru y Lassús. Li succeí el seu fill:

- Claudi López i Bru (1853-1925)[3] II Marquès de Comillas.

1. Es casà amb María Gayón Barrie, Dama de la Reina Victòria Eugènia d'Espanya. Sense descendència. Van passar els drets a la seva germana Luisa Isabel López Bru, casada amb Eusebi Güell i Bacigalupi, I comte de Güell, els fills del qual van ser:
  1. Joan Antoni Güell i López, que va heretar el marquesat de Comillas, com a III marquès.
  2. Claudi Güell i López, creat I vescomte de Güell, en 1911.
  3. Santiago Güell i López, creat I baró de Güell, en 1911.
  4. Eusebi Güell i López, que fou II vescomte de Güell, en heretar al seu germà Claudi, mort sense descendència.
  5. Isabel Güell i López, que es va casar amb Carles de Sentmenat i de Sentmenat, IX marquès de Castelldosrius, II marquès d'Orís (per rehabilitació al seu favor el 1915), XXV baró de Santa Pau.
  6. Maria Cristina Güell i López, que es va casar amb Josep Bertran i Musitu.

- Joan Antoni Güell i López (1876-1958),[4] III Marquès de Comillas, II comte de Güell, VI comte de San Pedro de Ruiseñada (per rehabilitar al seu favor l'antic comtat de San Pedro del Álamo amb aquesta nova denominació de "San Pedro de Ruiseñada" .

1. Es casà amb Virginia Churruca y Dotres, Dama de la Reina Victòria Eugènia d'Espanya.
2. Es casà en segones noces amb Josefina Ferrer-Vidal i Parellada, filla de Joan Josep Ferrer-Vidal i Güell, II marquès de Ferrer-Vidal, de la qual no va tenir descendència.

Li va succeir, del seu fill Joan Claudi Güell i Churruca, VII comte de San Pedro de Ruiseñada, que es va casar amb María del Carmen Martos i Zabalburu, XII Marquesa de Fuentes, el fill de tots dos, per tant el seu net:
- Joan Alfons Güell i Martos[5] IV Marquès de Comillas, VIII comte de San Pedro de Ruiseñada (per rehabilitació a favor seu el 1970).

1. Casat amb María de los Reyes Merry del Val y Melgarejo.